# Sesto continente
Sesto continente è un film del 1954 diretto da Folco Quilici nel corso della "Spedizione Subacquea Nazionale nel Mar Rosso" organizzata da Bruno Vailati, il primo a colori nella storia della cinematografia subacquea italiana.

## Produzione
La spedizione durò dall'estate del 1952 all'autunno del 1953, ne facevano parte il comandante Raimondo Bucher in qualità di direttore della sezione sportiva, accompagnato dalla moglie Enza campionessa italiana di caccia subacquea, Silverio Zecca detto l'uomo anfibio, la pittrice Priscilla Hastings che avrebbe realizzato le proprie opere direttamente sul fondo del mare, il giornalista Gianni Roghi, gli idrobiologi Francesco Baschieri Salvadori e Luigi Stuart Tovini dell'Università di Roma, il dottor Alberto Grazioli medico della spedizione, l'operatore cinematografico Masino Manunza e il fotografo Giorgio Ravelli.
Il documentario fu girato nel Mar Rosso alle isole Dahlak e presentato alla 15ª Mostra internazionale d'arte cinematografica di Venezia nel 1954. Molte specie di pesci, invertebrati e coralli raccolti in circa 10.000 ore di immersioni, furono poi catalogati 10 anni dopo presso il museo zoologico di Roma da un team di studenti di Scienze naturali coordinati dallo stesso professor Francesco Baschieri Salvadori.